# Pizzo Rotondo
Pizzo Rotondo é uma montanha dos Alpes Lepontinos, situada na fronteira entre os cantões suíços de Ticino e Valais. Tem 3192 m de altitude.